# Gareth Barry
Gareth Robert Barry (Hastings, 23 februari 1981) is een Engels voormalig betaald voetballer die als defensieve middenvelder speelde, en aanvankelijk als centrale verdediger. Met 653 Premier League-wedstrijden is Barry recordhouder.
Barry kwam tussen 1997 en 2020 achtereenvolgens uit voor Aston Villa, Manchester City, Everton en West Bromwich. Op 25 september 2017 speelde hij zijn 633e competitieduel in de Premier League, uit tegen Arsenal. Daarmee verbrak hij het record van Ryan Giggs, die van 1992 tot en met 2014 632 competitieduels speelde voor Manchester United. Barry was van 2000 tot en met 2012 international in het Engels voetbalelftal, waarvoor hij 53 interlands speelde en drie keer scoorde.

## Clubcarrière

### Aston Villa
Gareth Barry maakte als jeugdspeler in 1997 de transfer van Brighton & Hove Albion naar Aston Villa en speelde zijn eerste Premier League-wedstrijd voor Villa op 2 mei 1998 tegen Sheffield Wednesday. Barry zou gedurende zijn lange carrière bekend komen te staan om zijn leiderschap en zijn fysieke sterkte. Barry raakte omzeggens nooit geblesseerd, wat zijn statistieken laten zien. Oorspronkelijk werd hij door manager John Gregory gehaald voor de positie van centrale verdediger aan de linkerkant, maar Barry bleek op meerdere posities uit de voeten te kunnen. Barry begon als centrale verdediger en werd daarna gebruikt als linksback en linkshalf, voordat hij centraal op het middenveld kwam te staan.
In mei 2000 verloor hij met Villa de finale van de FA Cup tegen Chelsea. Hij vormde een driemansdefensie met aanvoerder Gareth Southgate en Ugo Ehiogu – na het vertrek van die laatste in augustus 2000 met Southgate en Alpay Özalan. Uiteindelijk werd Barry omgevormd tot een verdedigende middenvelder door manager Graham Taylor.
Tijdens een competitiewedstrijd tegen Bolton Wanderers op 28 oktober 2007 werd Gareth Barry de jongste speler die 300 Premier League-wedstrijden speelde (op een leeftijd van 26 jaar en 247 dagen). Hiermee verbrak hij het record van Frank Lampard.
In november 2007 werd er gemeld dat Aston Villa een testimonial wilde spelen ter ere van Barry, om zo haar waardering te tonen voor 10 seizoenen bij de club. In april 2008 bereikte Barry het aantal van 400 gespeelde wedstrijden voor Aston Villa, dit werd wederom een record.
Barry speelde 441 wedstrijden voor Aston Villa en scoorde daarin 52 goals. Hij verbleef twaalf jaar bij de club, schopte het tot aanvoerder en aan het einde van zijn loopbaan bij de club stond hij op de achtste plaats in de top tien van spelers met de meest gespeelde wedstrijden voor Aston Villa.

### Manchester City
Op 2 juni 2009 tekende Barry een vijfjarig contract bij Manchester City voor het bedrag van £12 miljoen. Hij vertelde aan een nieuwe uitdaging toe te zijn. In vier seizoenen scoorde hij zes doelpunten uit 132 . competitiewedstrijden voor de club. Hij had bijna elke wedstrijd een basisplaats.

### Everton en West Bromwich Albion
Door de hevige concurrentie op het middenveld bij Manchester City, dat Fernandinho voor 40 miljoen kocht van Sjachtar Donetsk, besloot de club om Barry tijdens het seizoen 2013/14 uit te lenen aan Everton. Hier tekende hij na dat jaar een driejarig contract. Hij verruilde Everton in augustus 2017 voor West Bromwich Albion. Daar liep zijn contract medio 2019 af, echter keerde hij in november van dat jaar terug bij de club. Hij tekende een contract tot medio 2020. De club slaagde er dat seizoen in te  promoveren naar het hoogste niveau door op de tweede plek te eindigen. Op 27 augustus 2020 kondigde Barry aan op 39-jarige leeftijd te stoppen als profvoetballer.

## Clubstatistieken
| Seizoen | Club                 | Competitie     | Wedstr. | Doelp. |
| ------- | -------------------- | -------------- | ------- | ------ |
| 1997/98 | Aston Villa          | Premier League | 2       | 0      |
| 1998/99 | Aston Villa          | Premier League | 32      | 2      |
| 1999/00 | Aston Villa          | Premier League | 30      | 1      |
| 2000/01 | Aston Villa          | Premier League | 30      | 0      |
| 2001/02 | Aston Villa          | Premier League | 20      | 0      |
| 2002/03 | Aston Villa          | Premier League | 35      | 3      |
| 2003/04 | Aston Villa          | Premier League | 36      | 3      |
| 2004/05 | Aston Villa          | Premier League | 34      | 7      |
| 2005/06 | Aston Villa          | Premier League | 36      | 3      |
| 2006/07 | Aston Villa          | Premier League | 35      | 8      |
| 2007/08 | Aston Villa          | Premier League | 37      | 9      |
| 2008/09 | Aston Villa          | Premier League | 38      | 5      |
| 2009/10 | Manchester City      | Premier League | 34      | 2      |
| 2010/11 | Manchester City      | Premier League | 33      | 2      |
| 2011/12 | Manchester City      | Premier League | 34      | 1      |
| 2012/13 | Manchester City      | Premier League | 31      | 1      |
| 2013/14 | → Everton            | Premier League | 32      | 3      |
| 2014/15 | Everton              | Premier League | 33      | 0      |
| 2015/16 | Everton              | Premier League | 33      | 1      |
| 2016/17 | Everton              | Premier League | 33      | 2      |
| 2017/18 | West Bromwich Albion | Premier League | 25      | 1      |
| 2018/19 | West Bromwich Albion | Championship   | 25      | 1      |
| 2019/20 | West Bromwich Albion | Championship   | 3       | 0      |
| Totaal  | Totaal               | Totaal         | 681     | 54     |

## Erelijst
| Kampioen Premier League | 1x | 2011/12 |
| FA Cup                  | 1x | 2010/11 |

## Trivia
- Als speler van Everton kreeg Barry op vrijdag 26 december 2014 zijn honderdste gele kaart in de Premier League. Hiermee werd hij alleen recordhouder, met één gele kaart meer dan de dan al gestopte Lee Bowyer en de op dat moment niet in de Premier League spelende Kevin Davies.[3] Barry kreeg de 'jubileumkaart' nadat hij Steven Nzonzi hardhandig tegen de vlakte werkte in een wedstrijd tegen Stoke City.